# 48-ма стрілецька дивізія (СРСР)
48-ма стрілецька дивізія імені М. І. Калініна (48 СД) — піхотне з'єднання Червоної армії і Радянської армії, яке існувало у 1919—1953 роках. У повоєнний час дислокувалося у Прибалтійському, потім — у Одеському військовому окрузі.
Створена 1919 року у Тулі під час Громадянської війни. У 1920 році воювала у Польсько-радянській війні, у 1940 році брала участь у анексії Латвії Радянським Союзом, з 1941 року воювала у Естонії, згодом на Оранієнбаумському плацдармі у Курляндії.
У 1953 році була переформована на 69-ту механізовану дивізію.

## Історія
25 жовтня 1919 року була сформована 1-ша Тульська стрілецька дивізія із місцевих запасних та караульних рот. За розпорядженням головнокомандувача у січні 1920 р. вона була перейменована на 48-му стрілецьку дивізію і включена до складу 15-ї армії.

### Польсько-радянська війна
Дивізія брала участь у операціях Польсько-радянської війни 1920 р., у боях із підрозділами генерал-майора Станіслава Булак-Балаховича.
У 1924 р. переведена на територіальне положення. У 1931 р. дивізії було присвоєно ім'я Михайла Калініна.

### Друга світова війна
Напередодні німецько-радянської війни дивізія входила до складу 8-ї армії Прибалтійського Особливого військового округу. У червні 1940 року дивізія брала участь в анексії Латвії Радянським Союзом. Воювала на Ленінградському та на 2-му Прибалтійському фронті.
У червні 1941 року дивізія дислокувалася на території Латвії. В липні 1941 року дивізія була практично повністю розгромлена в Естонії. З кінця 1941 до початку 1944 року тримала оборону на Оранієнбаумському плацдармі у Курляндії у складі 10-ї гвардійської армії.
Після участі в Красносельсько-Ропшинській наступальній операції 19 січня 1944 року дивізія отримала найменування Ропшинська.
У післявоєнний час дивізія дислокувалась у Прибалтійському, потім — у Одеському військовому окрузі.
У 1953 році була переформована на 69-ту механізовану дивізію.